# РГ-6
РГ-6 (індекс ГРАУ- 6 Г30) — ручний револьверний гранатомет.
Був розроблений в 1993 році в ЦКИБ СОО (Центральне КБ спортивної та мисливської зброї, р. Тула) конструкторами В. Н. Телешем (творець ГП-25) і В. А. Борзовим.
У цей час перебуває на озброєнні Російської армії. Застосовувався в Чечні та російсько-Грузинській війні 2008 року.

## Конструкція РГ-6
Конструкція РГ-6 (6Г30) відрізняється граничною простотою і технологічністю і складається з: 
- Труби з рукояткою, прицільними пристосуваннями і кришкою;
- Барабанного блоку стволів;
- Корпусу з віссю і силовою штангою;
- Ударно-спускового механізму з пістолетною рукояткою;
- Висувного телескопічного прикладу з гумовим амортизуючим потиличником.

Вся конструкція зібрана на корпусі у формі дисковидної коробки з трубчастою віссю і трубчастою штангою. На вісь надіта гвинтова заводна пружина, яка працює на кручення. Блок стволів включає шість 40-мм мортирок, об'єднаних спереду втулкою, а ззаду план-шайбою з храповим пристосуванням. Канал ствола кожної мортири аналогічний стволу ГП-25 і має 12 гвинтових нарізів. На відміну від ДП-25 ствол має невідокремлюване дно з двома отворами: у центральне вільно вставляється ударник, в бічне - стрижень викидача. 
Ударник утримується в задньому положенні самим пострілом. Вільна, без відбійної пружини, установка ударника виправдана його малою вагою: завдяки цьому виключається випадкове наколювання капсули пострілу навіть при різкому струсі або падінні зброї.

## ТТХ
- Калібр — 40 мм
- Довжина у похідному положенні — 520 мм
- Довжина в бойовому положенні — 680 мм
- Маса неспорядженого гранатомета — 5,6 кг
- Початкова швидкість гранати ВОГ-25 — 76 м / с
- Бойова скорострільність 12-15 п / хв
- Прицільна дальність стрільби — 400 м
- Ємність барабана — 6 пострілів.

## Бойове застосування

### Російсько-українська війна
Під час відбиття повномасштабного російського вторгнення в 2022 році поблизу населеного пункту Димер на Київщині спецпризначенці ГУР МО України знищили колону Росгвардії. Залишені окупантами в розбитих машинах документи 748 окремого батальйону оперативного призначення Росгвардії (в/ч 6912, м. Хабаровськ) серед яких був атестат з переліком наявної в підрозділі зброї. В переліку було названо, зокрема, гранатомет РГ-6 (6Г30).